# Подводница проект 629
Проект 629 (означение на НАТО: Golf class) е тип съветски подводници, чието производство започва в началото на 60-те години на 20-и век. Те са първите съветски подводници, специално оборудвани да пренасят и изстрелват балистични ракети.

## История
Проект 629 идва като следствие на проект 611 (Zulu class), които биват модифицирани и стават първите съветски подводници, пренасящи балистична ракета. Проект 611 поначало не е бил създаден с тази цел, но след известни изменения по корпуса повечето такива подводници са вече способни да пренасят една (по-късно две) ракета Скъд-А, с обсег 130 км. Проект 629 е започнат към края на 50-те години и влизат на въоръжение през 1958, една година след като последната подводница от проект 611 бива изведена от експлоатация. Производството започва през 1958 и приключва през 1962, с общо 23 конструирани подводници. Почти всички варианти освен модернизираните са изведени от експлоатация. На 8 март 1968 година подводница К-129 по неизвестни причини се спуска под максималната дълбочина, която конструкцията може да издържи, и се взривява. К-129 е пренасяла три ракети, всяка заредена с ядрена бойна глава, както и две атомни торпеда. Инцидентът се случва на около 1400 км от Оаху, Хавай, което поражда спекулации за неразрешено от Москва нападение от страна на подводницата. Според една от хипотезите капитанът на подводницата е разпоредил изстрелване на атомна ракета с 1-мт бойна глава срещу Оаху, но поради липсата на кодифицирано разрешение от щаба на съветските войски се е задействал предпазния механизъм на подводницата и ракетата се е взривила още в шахтата. През 1993 10 подводници са продадени на Северна Корея за скрап. Севернокорейците вероятно успяват да възстановят една от тях и я използват като ракетоносец, или са извадили ракетните им шахти и са ги монтирали външно на други подводници. През 1966 Китай построява една подводница и я използва до днес за опити.

## Варианти

### Проект 629 (Golf I)
Начален модел, въоръжен с 3 ракети Р-13.

### Проект 629А (Golf II)
Модернизиран модел от 1962, вкючващ нова ракетна установка тип Д-4 с три ракети Р-21. Направени са и подобрения по изолацията и баластните механизми.

### Проект 629Б
Леко видоизменен експериментален тип с установка Д-6 и ракети Р-21. Модифицирана е само една една подводница.

### Проект 629Р (Golf SSQ)
В началото на 70-те години е започнат проект за създаването на подводна ретранслаторна станция за свързочна дейност, обхващаща целия Световен океан. Ракетният комплекс е премахнат и заменен с радарни и антенни установки. Монтирано е навигационно оборудване „Мост-У“. Модифицирани са 4 подводници, които влизат в експлоатация през 1978 година.

### Проект 605 (Golf IV)
Проект, разработен през 1968-69 година за преоборудване на подводници с новия ракетен комплекс Д-5. Първоначално е планирано да могат да бъдат пренасяни 6 ракети Р-27, но е създадено място само за 4. Първата модифицирана подводница е въведена в експлоатация през септември 1973. Само една подводница е модифицирана по този начин. Възможно е част от продадените на КНДР подводници да са били модифицирани да поберат по-голямото, но по-леко копие на Р-27 - Мусудан-1.

### Проект 601 (Golf III)
Модификация за тестове с нов ракетен комплекс Д-9 с 6 ракети Р-29. Отличава се със значителни промени по корпуса, както и олекотяване на цялостната конструкция. Изпитанията започват през 1976 година. След успешните опити комплексът Д-9 е инсталиран на проект 667Б Мурена.

### Проект 619 (Golf V)
Модификация за тестове с новия ракетен комплекс Д-19 с ракети Р-39. Преоборудването на подводницата К-153 е осъществено от Севмаш. Няколко теста са проведени успешно в Черно море през 1979, и комплексът Д-19 е инсталиран на най-големите подводници в света - Проект 941 Акула.

## Произведени подводници от проект 629
Списък на произведените в „Северном машиностроительном предприятии“ (№ 402), Молотовск (Общо 16):
| Първоначално название | Заводски номер | Заложена         | Спусната           | Приета на въоръжение | Модификация | Преименувана                                                        | Изведена от експлоатация | Съдба                   |
| --------------------- | -------------- | ---------------- | ------------------ | -------------------- | ----------- | ------------------------------------------------------------------- | ------------------------ | ----------------------- |
| Б-92                  | № 801          | 14 октомври 1957 | 16 септември 1958  | 29 декември 1959     | 629А        | 16 юни 1960: К-96 , 25 юли 1977: Б-96                               | 19 септември 1987        | нарязана за скрап       |
| Б-40                  | № 802          | 16 декември 1957 | 16 септември 1958  | 30 декември 1959     | 629А        | К-72, Б-372                                                         | ?                        | нарязана за скрап       |
| Б-41                  | № 803          | 17 февруари 1958 | 16 юни 1959        | 25 ноември 1959      | 629А        | К-79, Б-79                                                          | 14 март 1989             | нарязана за скрап       |
| Б-42                  | № 804          | 26 април 1958    | 23 юли 1959        | 29 ноември 1959      | 629Р        | К-83, Б-83, БС-83                                                   | 17 юли 1988              |                         |
| Б-121                 | № 805          | 28 май 1958      | 19 септември 1959  | 25 декември 1959     | 605         | К-102                                                               | 30 юли 1980              |                         |
| Б-125                 | № 806          | 12 ноември 1958  | 23 април 1960      | 17 август 1960       | 629Р        | К-107, Б-107, БС-107                                                | 24 юни 1991              |                         |
| Б-45                  | № 807          | 20 ноември 1958  | 4 юни 1960         | 15 септември 1960    | 629А        | К-88, Б-183                                                         | ?                        |                         |
| Б-29                  | № 808          | 20 май 1959      | 27 август 1960     | 26 ноември 1960      | 629Р        | К-61, Б-167, БС-167                                                 | ?                        |                         |
| Б-156                 | № 809          | 10 юли 1959      | 17 септември 1960  | 30 ноември 1960      | (629Н?)     | К-113, БС-113, РЗС-97, ПЗС-65                                       | 1974                     | Плаваща зарядна станция |
| Б-149                 | № 810          | 22 октомври 1959 | 29 септември 1960  | 10 декември 1960     | 629А        | 16 юни 1960: К-118 , 25 юли 1977: Б-118 , 27 февруари 1987: РЗС-439 | 1989                     |                         |
| Б-95                  | № 811          | 18 март 1960     | 9 май 1961         | 31 август 1961       | 629А        | К-36, (К-100?), Б-106                                               | 4 март 1989              | нарязана за скрап       |
| Б-48                  | № 812          | 9 август 1960    | 27 май 1961        | 23 септември 1961    | 629А        | 16 юни 1960: К-91 , 25 юли 1977 Б-91                                | 12 октомври 1986         |                         |
| К-93                  | № 813          | 10 октомври 1960 | 18 юли 1961        | 16 ноември 1961      | 629А        | Б-93                                                                | 14 април 1989            | нарязана за скрап       |
| К-110                 | № 814          | 1 декември 1960  | 25 август 1961     | 28 ноември 1961      | ?           | Б-110, БС-110                                                       | 1979                     |                         |
| К-153                 | № 815          | 7 декември 1960  | 27 септември 1961  | 15 декември 1961     | 619         | БС-153                                                              | 1992                     |                         |
| К-142                 | № 816          | 20 януари 1961   | 17 септември 1961? | 29 декември 1962     | 629Б, 629А  | Б-142                                                               | 1991                     |                         |

Списък на произведените в „Амурский судостроительный завод“ (№ 199), Комсомолск на Амур (Общо 7):
| Първоначално название | Заводски номер | Заложена         | Спусната          | Приета на въоръжение | Модификация | Преименувана       | Изведена от експлоатация | Съдба                 |
| --------------------- | -------------- | ---------------- | ----------------- | -------------------- | ----------- | ------------------ | ------------------------ | --------------------- |
| Б-93                  | № 131          | 5 октомври 1957  | 16 август 1958    | 31 декември 1959     | 629А        | К-126, Б-126       | ?                        |                       |
| Б-103                 | № 132          | 15 март 1958     | 6 май 1959        | 31 декември 1959     | 629А        | К-129              | потъва на 8 март 1968    | потъва на 8 март 1968 |
| Б-109                 | № 133          | 19 юли 1958      | 10 септември 1959 | 12 октомври 1960     | ?           | К-136, БС-136      | ?                        |                       |
| Б-113                 | № 134          | 29 ноември 1958  | 12 май 1960       | 12 декември 1961     | 629А        | К-139, Б-139       | ?                        |                       |
| Б-46                  | № 135          | 11 април 1959    | 7 май 1961        | 16 декември 1961     | 629А        | К-75, Б-575        | 3 май 1989               | нарязана за скрап     |
| Б-51                  | № 136          | 31 октомври 1959 | 20 август 1961    | 27 януари 1962       | 629А        | К-99, Б-99         | ?                        |                       |
| К-163                 | № 137          | 26 ноември 1960  | 7 юли 1962        | 19 декември 1962     | 629А        | 25 юли 1977: Б-163 | 16 септември 1987        |                       |

## Оператори
- Русия
- Китай – 1, за опити
- Северна Корея – 10 закупени, вероятно 1 в експлоатация.